# Aurel Oprinoiu
Aurel Oprinoiu (n. 26 octombrie 1972, Ploiești, România) este un senator român, ales în 2020 din partea USR. 